# Suzanne Naville

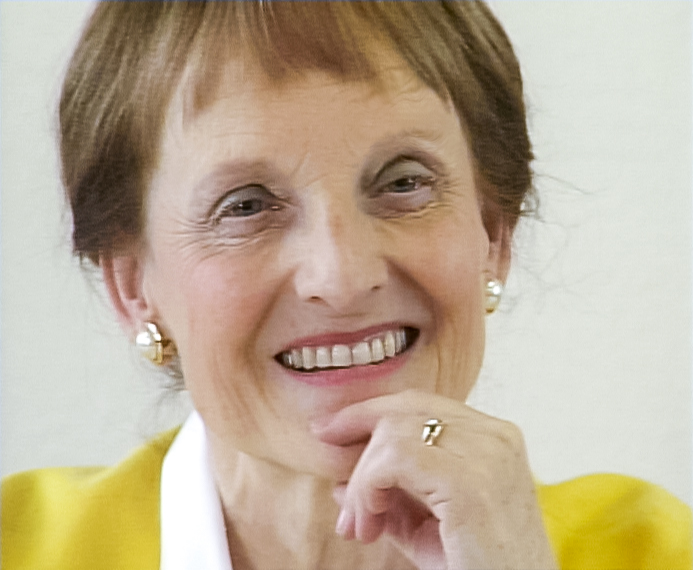
Suzanne Naville

Suzanne Naville (* 1. Juni 1932 in Zürich) ist eine Schweizer Psychomotoriktherapeutin, die maßgeblich an der Etablierung und Entwicklung dieses Therapieverfahrens in der Schweiz beteiligt war.

## Leben und Wirken
Suzanne Naville wuchs in Kilchberg bei Zürich auf und besuchte die Töchterschule der Stadt Zürich mit Diplomabschluss 1951.
Es folgten die Ausbildung am Rhythmikseminar 1950–1952 (Konservatorium/Musikhochschule Zürich) bei Mimi Scheiblauer und die Ausbildung in Bewegungspädagogik (Staatliches Diplom SBTG 1953, Schweizerischer Berufsverband für Tanz und Gymnastik) bei Grete Luzi.
1966 erwarb sie in Genf das Diplôme de rééducateur de la Psychomotricité Université de Genève (Institut des Sciences de l’Éducation, Genève).
Suzanne Naville begann ihre berufliche Tätigkeit als frei arbeitende Bewegungspädagogin mit Kindern und Erwachsenen (1950–1959) und erweiterte ihre Tätigkeit im Rahmen von Pro Juventute Kursen ins heilpädagogisch-therapeutische Umfeld.
Ab 1959 begann die Zusammenarbeit mit Julián de Ajuriaguerra an der Universität von Genf. Gemeinsam entwickelten sie klinisch-diagnostische und berufspraktische Grundlagen zur Entwicklung der Psychomotoriktherapie in der Schweiz. Die Forschungsarbeiten und Publikationen von Julián de Ajuriaguerra aus Paris und die psychomotorisch orientierte Bewegungslehre von Suzanne Naville ergänzten sich und ermöglichten eine Ausbildung an der Universität von Genf in Zusammenarbeit mit dem Service médico-pédagogique. So entstanden eine universitäre Ausbildung und ein neuer therapeutischer Beruf innerhalb der Kinder- und Jugendpsychiatrie.
Von 1960 bis 1970 praktizierte sie als Psychomotoriktherapeutin in den Institutionen des Service médico-pédagogique in Genf, hauptsächlich im Centre d’Observation la Petite Ourse mit verhaltensgestörten Kindern.
Mit der beruflichen Versetzung ihres Ehemannes nach Zürich (1969), begann die Einführung der Psychomotoriktherapie in der Deutschschweiz. 1969 gelang in Zusammenarbeit mit Alfons Weber der Aufbau eines Ambulatoriums für Psychomotoriktherapie in der kinderpsychiatrischen Abteilung des Kinderspitals Zürich.
Von 1969 bis 1971 führte sie ihre Tätigkeit als Dozentin in Genf weiter.
1970 erfolgte der Aufbau einer Spezialausbildung für Psychomotoriktherapie am Heilpädagogischen Seminar Zürich, der heutigen Interkantonalen Hochschule für Heilpädagogik Zürich HfH, deren Leitung sie von 1970 bis 1995 übernahm. Neben theoretischen und praktischen Grundlagen waren Bewegung und Musik sowie genaues Beobachten und der Praxisbezug wichtig. Die Erfahrungen und der Austausch mit Mary Wigman, Kurt Jooss, Mimi Scheiblauer und Charlotte Pfeffer beeinflussten ihre Bewegungslehre.
1972 entwickelte sie zusammen mit dem Kinderpsychiater Prof. Alfons Weber am Kinderspital Zürich den Screening-Test Naville/Weber, eine Vorabklärung für Kinderärzte, Logopäden und Heilpädagogen zur Erfassung psychomotorischer Störungen bei sechs- bis achtjährigen Kindern.
Durch ihre Zusammenarbeit mit Kurt Pahlen, dem Gründer des Forum für Musik und Bewegung an der Lenk, traf sie u. a. mit Gerda Alexander (Eutonie), Trudi Schoop und John Graham (Gentle Dance) zusammen und holte diese als Dozenten in die Ausbildung für Psychomotoriktherapie.
1996 war sie Mitbegründerin des Vereins Europäisches Forum für Psychomotorik in Strassburg.

Zwischen 1963 und 2007 war Suzanne Naville als Referentin an vielen Fortbildungsveranstaltungen und Kongressen im In- und Ausland gefragt. Ihre Stärke war es, die Zuhörer mit Experimenten mit einzubeziehen. Ihre rege Auslandtätigkeit verband sie unter anderen mit Ernst J. Kiphard und Marianne Frostig.

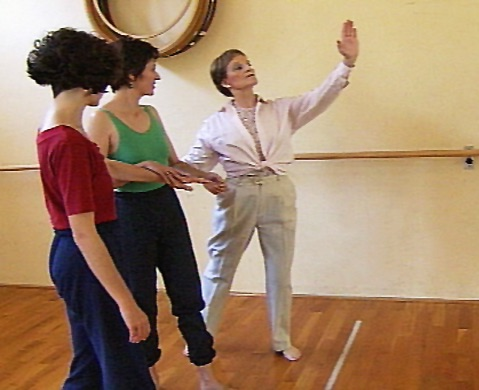
Suzanne Naville mit Studentinnen

## Werk
Die umfangreichen schriftlichen Unterlagen von Suzanne Naville zur Entstehung und Entwicklung der Psychomotorik-Ausbildung und Psychomotoriktherapie in der Schweiz wurden 2008 von Vreni König geordnet und an die Gosteli-Stiftung übergeben.
Eine Zusammenstellung über Referate, Fortbildungsveranstaltungen in der Schweiz und im Ausland sowie publizierte Fachartikel findet man auf der Website von appelsina pictures.

## Film
Der Dokumentarfilm Bewegung ist mehr als Bewegen – Suzanne Naville und die Entwicklung der Psychomotorischen Therapie in der Schweiz von Brigitte Wachter, Regula Burger und René Senn zeigt, aus welchen Wurzeln die Psychomotoriktherapie gewachsen ist und wie Suzanne Naville den Aufbau und die Entwicklung der Therapie und des Berufs in Genf und Zürich mitgestaltet und mitgeprägt hat. Der Film wurde 1995 anlässlich des 75-jährigen Bestehens des Heilpädagogischen Seminars Zürich von der Television Universität Zürich produziert.